# Харви (филм)
„Харви“ (на английски: Harvey) е ексцентрична комедия на режисьора Хенри Костър, която излиза на екран през 1950 година.

## Сюжет
Безгрижен Елууд Дауд живее със своята възрастна сестра на 40-годишна възраст. Смята, че неговият неотделим спътник е двуметров заек на име Харви, който обаче никой не го вижда освен той. Сестра му се опитва да ожени голямата си дъщеря, но присъствието в къщата на един странен чичо с невидим приятел обърква всичките ѝ планове. След като губи търпение, сестра му решава да даде брат си в лудница, но след като признава, че и тя понякога вижда Харви, тя сама отива там. Следващият приятел на невидимия гигантски заек става директора на лудницата.

## В ролите
| Актьор        | Роля                |
| ------------- | ------------------- |
| Джеймс Стюарт | Елууд П. Дауд       |
| Джозефин Хъл  | Вета Луиз Симънс    |
| Пеги Дау      | Мис Кели            |
| Чарлз Дрейк   | Д-р Лиман Сандерсън |
| Сесил Келауей | Д-р Уилям Чъмли     |
| Виктория Хорн | Миртъл Мей Симънс   |